# Harmilan Bains
Pour les articles homonymes, voir Bains (homonymie).
Harmilan Kaur Bains, née le 23 juillet 1998 à Hoshiarpur, est une coureuse de demi-fond indienne, spécialiste du 800 m et du 1 500 m. Après une année 2022 restreinte par une blessure, elle revient sur le devant de la scène en 2023 en gagnant deux médailles d'argent aux Jeux asiatiques de 2022.
Elle est la détentrice du record d'Inde du 1 500 m.

## Carrière
Née en juillet 1998 dans le Pendjab, Harmilan Bains vient d'une famille de sportifs de haut niveau. Son père, Amandeep Bains, est un ancien médaillé aux Jeux d'Asie du Sud-Est de 1996 sur le 1 500 m tandis que sa mère, Madhuri Saxena (en), a remporté la médaille d'argent sur le 800 m aux Jeux asiatiques de 2002 ainsi que sur le 1 500 m aux Championnats d'Asie 2003. Cette dernière est enceinte de trois mois d'Harmilan lorsqu'elle est obligée de courir un 1 500 m organisé par le Punjab State Electrcity Board.
À l'âge de 13 ans, elle reçoit une suspension de deux ans après avoir été testée positive aux stéroïdes lors d'une compétition à la suite d'une prescription pour soigner une amygdalite. Appelé à témoigner, le médecin prend la fuite et elle est suspendue. Dès la fin de sa suspension, son père l'envoi au Sport Authority of India Hostel à Dharamsala pour s'entraîner. Bains remporte une médaille de bronze sur le 1 500 m aux Championnats d'Asie juniors 2016 en 4 min 33 s 02 derrière sa compatriote Lili Das (4 min 29 s 50) et la Japonaise Mina Ueda (4 min 30 s 76).
En 2021, elle bat le record national du 1 500 m détenu en 4 min 6 s 3 par Sunita Rani depuis 16 ans en courant 4 min 5 s 39 lors des championnats nationaux à Warangal.
Blessée au genou droit, elle ne prend part ni aux Mondiaux, ni aux Jeux du Commonwealth en 2022. Pour ses premiers Jeux asiatiques en 2023, Bains remporte la médaille d'argent sur le 1 500 m en 4 min 12 s 74, loin derrière son record personnel de 4 min 5 s 39. C'est la première fois en 41 ans qu'une indienne monte sur le podium sur cette distance aux Jeux asiatiques. Elle remporte ensuite sa seconde médaille d'argent de la compétition sur le 800 m, qu'elle termine en 2 min 3 s 75 derrière la Srilankaise Tharushi Dissanayaka (2 min 3 s 20) et devant la Chinoise Wang Chunyu (2 min 3 s 90).

## Palmarès
| Date | Compétition                 | Lieu              | Place | Course  | Temps         |
| ---- | --------------------------- | ----------------- | ----- | ------- | ------------- |
| 2016 | Championnats d'Asie juniors | Hô Chi Minh-Ville | 3e    | 1 500 m | 4 min 33 s 02 |
| 2023 | Jeux asiatiques             | Hangzhou          | 2e    | 800 m   | 2 min 03 s 75 |
| 2023 | Jeux asiatiques             | Hangzhou          | 2e    | 1 500 m | 4 min 12 s 74 |